# Saison 2000-2001 des Celtics de Boston
La saison 2000-2001 des Celtics de Boston est la 55e saison de la franchise américaine de la National Basketball Association (NBA).
Durant l'intersaison, les Celtics ont acquis Bryant Stith des Nuggets de Denver, et signé les agents libres Randy Brown, Chris Carr, et le pivot rookie Mark Blount. Avant le début de la saison, les Celtics sont frappés par une tragédie, lorsque Paul Pierce est poignardé à 11 reprises au niveau du visage, au cou et au dos, tout en étant attaqué par trois hommes au Buzz Club, une boîte de nuit dans le Boston Theater District le 25 septembre 2000. Tony Battie, le coéquipier de Pierce à l’époque, avec son frère, l’a sauvé en l'amenant d'urgence dans un hôpital voisin, où Pierce a dû subir une chirurgie pulmonaire pour réparer les dommages,,. En dépit de cette tragédie, Pierce est le seul joueur de l'équipe à avoir débuté l'ensemble des 82 matchs de la saison 2000-2001.
Les Celtics étaient à l'équilibre au niveau de leur bilan en novembre, mais ont connu une baisse de régime lorsque Kenny Anderson soit écarté des terrains en raison d’une blessure à la cheville et d'une mâchoire cassée,, et Battie n’a joué que 40 matchs en raison d’une blessure à la cheville,. Avec un bilan en cours de saison à 12-22, Rick Pitino a démissionné de son poste d’entraîneur en chef après trois ans à la tête de l'équipe,,. Il est remplacé par Jim O’Brien, avec qui l'équipe va avoir un bilan de 24 victoires pour autant de défaites, afin de terminer cinquième dans la division Atlantique avec un bilan final de 36-46, manquant les playoffs pour la sixième saison consécutive. Dans les 39 saisons précédentes, les Celtics n’avaient manqué les playoffs qu'à cinq reprises.

## Draft
| Tour | Rang | Joueur       | Position | Nationalité | Provenance |
| ---- | ---- | ------------ | -------- | ----------- | ---------- |
| 1    | 11   | Jérôme Moïso | PF       | France      | UCLA       |

## Classements de la saison régulière
| Conférence Est | Conférence Est         | Conférence Est | Conférence Est | Conférence Est |
| No             | Franchise              | Vic.           | Déf.           | PCT            |
| -------------- | ---------------------- | -------------- | -------------- | -------------- |
| 1              | 76ers de Philadelphie  | 56             | 26             | 68.3           |
| 2              | Bucks de Milwaukee     | 52             | 30             | 63.4           |
| 3              | Heat de Miami          | 50             | 32             | 61.0           |
| 4              | Knicks de New York     | 48             | 34             | 58.5           |
| 5              | Raptors de Toronto     | 47             | 35             | 57.3           |
| 6              | Hornets de Charlotte   | 46             | 36             | 56.1           |
| 7              | Magic d'Orlando        | 43             | 39             | 52.4           |
| 8              | Pacers de l'Indiana    | 41             | 41             | 50.0           |
|                |                        |                |                |                |
| 9              | Celtics de Boston      | 36             | 46             | 43.9           |
| 10             | Pistons de Détroit     | 32             | 50             | 39.0           |
| 11             | Cavaliers de Cleveland | 30             | 52             | 36.6           |
| 12             | Nets du New Jersey     | 26             | 56             | 31.7           |
| 13             | Hawks d'Atlanta        | 25             | 57             | 30.5           |
| 14             | Wizards de Washington  | 19             | 63             | 23.2           |
| 15             | Bulls de Chicago       | 15             | 67             | 18.3           |

| Division Atlantique   | V  | D  | PCT  | GB |
| --------------------- | -- | -- | ---- | -- |
| 76ers de Philadelphie | 56 | 26 | 68.3 | -  |
| Heat de Miami         | 50 | 32 | 61.0 | 6  |
| Knicks de New York    | 48 | 34 | 58.5 | 8  |
| Magic d'Orlando       | 43 | 39 | 52.4 | 13 |
| Celtics de Boston     | 36 | 46 | 43.9 | 20 |
| Nets du New Jersey    | 26 | 56 | 31.7 | 30 |
| Wizards de Washington | 19 | 63 | 23.2 | 37 |

## Effectif
| Numéro | Joueur           | Position | Provenance                       |
| ------ | ---------------- | -------- | -------------------------------- |
| 0      | Walter McCarty   | PF       | Kentucky                         |
| 4      | Tony Battie      | C        | Texas Tech                       |
| 5      | Jérôme Moïso     | PF       | UCLA                             |
| 7      | Kenny Anderson   | PG       | Georgia Tech                     |
| 8      | Antoine Walker   | PF       | Kentucky                         |
| 9      | Milt Palacio     | PG       | Midland College, Colorado State  |
| 11     | Randy Brown      | PG       | Houston, New Mexico State        |
| 12     | Chris Herren     | PG       | Boston College, Fresno State     |
| 20     | Bryant Stith     | SG       | Virginia                         |
| 30     | Mark Blount      | C        | Pitt                             |
| 34     | Paul Pierce      | SF       | Kansas                           |
| 43     | Chris Carr       | SG       | Southern Illinois                |
| 44     | Adrian Griffin   | SF       | Seton Hall                       |
| 52     | Vitaly Potapenko | C        | Wright State University          |
| 55     | Eric Williams    | SF       | Vincennes University, Providence |

## Statistiques
| Joueur           | MJ | MC | MPG  | FG%  | 3P%  | FT%  | RPG | APG | SPG | BPG | PPG  |
| ---------------- | -- | -- | ---- | ---- | ---- | ---- | --- | --- | --- | --- | ---- |
| Kenny Anderson   | 33 | 28 | 25.7 | .388 | .333 | .831 | 2.2 | 4.1 | 1.3 | 0.1 | 7.5  |
| Tony Battie      | 40 | 25 | 21.1 | .537 | .000 | .638 | 5.8 | 0.4 | 0.7 | 1.5 | 6.5  |
| Mark Blount      | 64 | 50 | 17.2 | .505 | -    | .697 | 3.6 | 0.5 | 0.6 | 1.2 | 3.9  |
| Randy Brown      | 54 | 35 | 22.9 | .422 | .000 | .575 | 1.8 | 2.9 | 1.1 | 0.2 | 4.1  |
| Rick Brunson     | 7  | 0  | 20.3 | .286 | .182 | .444 | 1.3 | 3.4 | 1.0 | 0.1 | 3.7  |
| Chris Carr       | 35 | 0  | 8.8  | .473 | .459 | .767 | 1.3 | 0.3 | 0.1 | 0.1 | 4.8  |
| Adrian Griffin   | 44 | 0  | 8.6  | .340 | .346 | .750 | 2.0 | 0.6 | 0.4 | 0.1 | 2.1  |
| Chris Herren     | 25 | 7  | 16.3 | .302 | .291 | .750 | 0.8 | 2.2 | 0.6 | 0.0 | 3.3  |
| Walter McCarty   | 60 | 3  | 8.0  | .357 | .339 | .786 | 1.4 | 0.7 | 0.2 | 0.1 | 2.2  |
| Jérôme Moïso     | 24 | 0  | 5.6  | .400 | .000 | .423 | 1.8 | 0.1 | 0.1 | 0.2 | 1.5  |
| Doug Overton     | 7  | 1  | 20.6 | .341 | .250 | .636 | 2.1 | 2.7 | 0.6 | 0.0 | 5.4  |
| Milt Palacio     | 58 | 6  | 19.7 | .472 | .333 | .848 | 1.8 | 2.6 | 0.8 | 0.0 | 5.9  |
| Paul Pierce      | 82 | 82 | 38.0 | .454 | .383 | .745 | 6.4 | 3.1 | 1.7 | 0.8 | 25.3 |
| Vitaly Potapenko | 82 | 7  | 23.2 | .476 | -    | .728 | 6.0 | 0.8 | 0.6 | 0.3 | 7.5  |
| Bryant Stith     | 78 | 74 | 32.1 | .401 | .376 | .845 | 3.6 | 2.2 | 1.2 | 0.2 | 9.7  |
| Antoine Walker   | 81 | 81 | 41.9 | .413 | .367 | .716 | 8.9 | 5.5 | 1.7 | 0.6 | 23.4 |
| Eric Williams    | 81 | 11 | 21.5 | .362 | .331 | .714 | 2.6 | 1.4 | 0.8 | 0.2 | 6.6  |